# Gens Blosia
La gens Blosia o Blossia, fue una familia de la antigua Roma, de origen campaniano, que saltó a la fama durante la segunda guerra púnica. El miembro más famoso de la gens es probablemente Cayo Blosio, un amigo íntimo de Tiberio Sempronio Graco, a quien instó a presentar su ley agraria. Huyó de Roma después del asesinato de Graco y finalmente se quitó la vida por temor a caer en manos de sus enemigos.

## Miembros
- Mario Blosio, pretor de los campanianos en el momento de la revuelta de Capua contra Roma en 216 a. C.[3]
- Blossii, dos hermanos cuyos praenomen no están registrados. Intentaron provocar otra revuelta en Capua en 210 a. C., pero que en cambio fueron capturados y ejecutados.[4]
- Cayo Blosio, natural de Cumas y amigo de Tiberio Sempronio Graco, a quien instó a presentar su ley agraria.[5]